# Chaunostoma
Chaunostoma  é um gênero botânico da família Lamiaceae.

## Espécie
Chaunostoma mecistandrum

## Nome e referências
Chaunostoma J.D.Smith